# پتروناس
پتروناس (به انگلیسی: Petronas) شرکت دولتی نفت‌وگاز مالزی است، که در تاریخ ۱۷ اوت ۱۹۷۴ تأسیس شد و هم‌اکنون دارای عملیات در هر دو بخش صنایع بالادستی و پایین‌دستی صنعت نفت می‌باشد. شرکت پتروناس امروزه در زمینه‌های اکتشاف و استخراج، پالایش، انتقال، ذخیره‌سازی و فروش نفت خام، گاز طبیعی و فراورده‌های نفتی، همچنین تولید و بازاریابی فرآورده‌های پتروشیمی و مواد شیمیایی، بنزین، ال‌ان‌جی و ال‌پی‌جی، ارائه خدمات حفاری، احداث خطوط لوله و مدیریت جایگاه‌های سوخت فعالیت می‌کند.
ظرفیت تولید نفت خام شرکت پتروناس به‌طور میانگین معادل ۴۴۸،۰۰۰ بشکه در روز می‌باشد. این شرکت اکنون مالک ۲۰ کارخانه پتروشیمی، ۴ پالایشگاه نفت، شبکه‌ای از ۸۷۰ جایگاه پمپ بنزین‌، ۱۲۵ کشتی نفت‌کش (از طریق شرکت تابعه میسک برحد)، شبکه گسترده‌ای از ۱۰ هزار کیلومتر خطوط لوله نفت‌وگاز، در کشورهای گوناگون جهان می‌باشد.
بیشتر سهام این شرکت، در اختیار دولت مالزی است، همچنین بنابر توافق انجام‌شده میان دولت مالزی و شرکت پتروناس، مدیریت همه میدان‌ها و ذخایر نفت‌وگاز موجود در کشور مالزی، به این شرکت واگذار شده‌است، که پتروناس، مسئولیت توسعه میدان‌ها و افزایش تولید از این مخازن را، تضمین نموده‌است. در سال ۲۰۰۹ پتروناس در فهرست سودآورترین شرکت‌های جهان، رتبه سیزدهم را به خود اختصاص داد. در همان سال، پتروناس به‌عنوان سودآورترین شرکت آسیا معرفی شد. این شرکت در سال ۲۰۱۳ در فهرست فورچون جهانی ۵۰۰ در رتبه ۷۵ از بزرگترین شرکت‌های جهان قرار گرفت.

## تاریخچه
پتروناس، نخستین شرکت استخراج نفت‌وگاز در مالزی نمی‌باشد. نخستین بار شرکت رویال داچ شل، عملیات اکتشاف نفت را، در منطقه ساراواک مالزی آغاز نمود. در سال ۱۹۱۰ نخستین چاه اکتشافی در میری، ساراواک حفاری شد و در پایان دهه ۱۹۱۰ میلادی سرانجام، در "میدان گرند اویل لِیدی"، به نفت رسیدند، گرچه این تلاش‌ها به‌علت اقتصادی نبودن تولید نفت، عملاً به مرحله استخراج و بهره‌برداری نرسید.
در سال ۱۹۶۳ شرکت شل، تنها شرکت نفتی در فدراسیون مالزی بود، که شش سال پیش از استقلال این کشور از بریتانیا، در ایالات ساراواک و صباح، به نفت رسیده بود. در سال‌های پسین و پس از تشکیل کشور مالزی نیز، این رابطه حفظ شد و مقامات دو کشور، ارتباط خود را با رویال داچ شل، که در عمل، نفت مالزی را در سال ۱۹۶۸ به ارمغان آورده بود، حفظ نمودند.

### دهه ۱۹۷۰
در سال ۱۹۷۱ میلادی، وزیر وقت معادن مالزی؛ "عبدالرحمان یعقوب"، پیشنهاد تأسیس یک شرکت نفت‌وگاز را، به دولت مالزی داد. درپی اجرای برنامه پنج ساله توسعه مالزی، در سال ۱۹۷۴ شرکت نفت‌وگاز مالزی توسط دولت این کشور، تأسیس شد. در همین حال، دولت فدرال مالزی، آغاز به بستن قراردادهای اکتشافی، با شرکت‌های نفتی اسو، کونوکو فیلیپس و موبیل نمود. در سال ۱۹۷۵، شرکت نفتی آمریکایی اسو موفق شد، در کشور مالزی، به مخازن گاز طبیعی با تولید اقتصادی، دست یابد. از آن سال به بعد، به سرعت منطقه ترنگانو ساخته شد و تولید نفت، از استان‌های ساراواک و صباح نیز افزایش یافت. در سال ۱۹۷۶ به‌طور متوسط، تولید نفت خام مالزی در حدود ۸۱،۰۰۰ بشکه در روز بود.
پتروناس، در ماه اوت سال ۱۹۷۴ تأسیس شد و تحت شرایط قانون توسعه نفت، که در ماه اکتبر سال ۱۹۷۴ به تصویب رسید، شرکت پترولیوم ناسیونال؛ یا به‌اختصار پتروناس، در شهر کوالالامپور به صورت رسمی ثبت گردید. بنیان‌گذاران این شرکت، در بخش نفت، از مدل سازمانی شرکت نفتی اندونزیایی پرتامینا، که در سال ۱۹۷۱ تأسیس شده بود، الگوبرداری کردند. ساختار اداری بخش گاز شرکت پتروناس نیز، از مدل شرکت گازی اندونزیایی؛ "پرمینا"، که در سال ۱۹۵۸ تشکیل شده بود، سازماندهی شد.
با توجه به طرح ۱۹۷۱، هدف از تشکیل پتروناس، حفاظت از حاکمیت ملی کشور مالزی، در بخش صنعت نفت و نیز برنامه‌ریزی برای برداشت صیانتی از ذخایر نفت‌وگاز این کشور، همچنین پخش نفت و فرآورده‌های پتروشیمی به قیمت مناسب، به منظور تشویق کارخانه‌ها و شرکت‌های مالزی، برای تولید کودهای نیتروژنی و انواع دیگر فرآورده‌ها و در کل، گسترش صنعت نفت، در سراسر مالزی می‌باشد. نخست وزیر وقت مالزی "عبدال رازک حسین"، در تاریخ ۶ سپتامبر ۱۹۷۴، "تنگکو رزالیق حمزه" را به‌عنوان رئیس هیئت مدیره و مدیر عامل اجرایی پتروناس منصوب کرد. وی دو سال مدیرعاملی پتروناس را در آغاز فعالیتش، برعهده داشت، همچنین از سال ۱۹۷۴ تا ۲۰۱۳، ریاست هیئت مدیره پتروناس را نیز در اختیار داشت.
شرکت پتروناس پس از تأسیس در سال ۱۹۷۴ فعالیت‌های خود در زمینه توسعه پروژه‌های نفت‌وگاز مالزی را با تمرکز بر صنایع بالادستی آغاز کرد و در کنار آن، نیم‌نگاهی به پروژه‌های پایین‌دستی نیز داشت و تمام این فعالیت‌ها از طریق شرکت‌های زیرمجموعه، که بیشتر از راه سرمایه‌گذاری‌های مشترک با دیگر شرکت‌های نفتی بین‌المللی، با هدف انتقال فناوری صورت می‌گرفت، انجام می‌شد. این شرکت نیمه نخست سال‌های فعالیت خود را به آموزش مفاهیم صنایع نفت‌وگاز اختصاص داد و عملیات عمده خود را بیشتر روی صنایع بالادستی متمرکز ساخت. پتروناس ۱۵ سال دوم را به فعالیت‌های داخلی خود در صنایع پایین‌دستی از جمله خرده‌فروشی، پخش فراورده‌های نفتی، جایگاه‌های سوخت، احداث پالایشگاه، کارخانجات شیمیایی و مجتمع‌های پتروشیمی اختصاص داد و به‌تدریج فعالیت‌های بین‌المللی این شرکت در ۳۵ کشور جهان توسعه یافت و پس از چندی نیز در عرصه ترابری، انتقال و ارسال محموله‌های نفت‌وگاز فعال شد. توسعه فعالیت‌های این شرکت تا جایی پیش رفت که این شرکت به تأمین اعتبار چندین پروژه بزرگ زیرساختی در مالزی کمک کرد.
پتروناس در سال ۱۹۷۸ میلادی شرکتی به نام پتروناس کاریگالی را با هدف اکتشاف نفت‌وگاز تأسیس کرد، که ۱۰۰ درصد سهامش متعلق به پتروناس بود. درپی تأسیس این شرکت جدید، پتروناس به سرعت دارایی‌های بخش اکتشاف شرکت آمریکایی کونوکو فیلیپس مستقر در سواحل شرقی شبه جزیره مالزی را خریداری کرد، که درپی تزریق این دارایی‌ها به شرکت تازه تأسیس پتروناس کاریگالی، بخش عمده فعالیت‌های اکتشاف نفت‌وگاز در مالزی را به کنترل خود در آورد.

### دهه ۱۹۸۰
پتروناس در سال ۱۹۸۱ شرکت پتروناس داگانگان را با هدف خرده‌فروشی و پخش بنزین از طریق جایگاه‌های سوخت خود تأسیس کرد. در سال ۱۹۸۳ این شرکت نخستین پالایشگاه خود در منطقه کریت واقع در سواحل شرقی مالزی را احداث نمود. با افزایش ظرفیت پالایش این شرکت، شمار جایگاه‌های پمپ بنزین پتروناس در سال ۱۹۸۴ به ۴۵ جایگاه رسید.
این شرکت مالزیایی نخستین محموله ال‌ان‌جی خود را در سال ۱۹۸۳ میلادی به ژاپن صادر کرد. در دهه ۱۹۸۰ فروش نفت، گاز و فراورده‌های نفتی، بخش عمده درآمدهای ارزی مالزی را شامل می‌شد، به‌طوری‌که در سال ۱۹۸۴ این کشور ۲۸٪ درصد از مجموع درآمدهای خود را از محل فروش نفت، گاز و فراورده‌های نفتی تأمین می‌کرد. در دهه نخست فعالیت‌های شرکت پتروناس، تولید نفت‌وگاز در مالزی به‌طور چشمگیری با افزایش همراه شد، به‌طوری‌که در سال ۱۹۸۵ برداشت این شرکت از ۲۳ میدان نفتی، روزانه به ۴۴۰هزار بشکه نفت خام رسید، درحالی‌که این رقم در سال ۱۹۶۸ تنها چهار هزار بشکه و در سال ۱۹۷۳، معادل ۹۰ هزار بشکه در روز بود و در همین زمان، تنها دو میدان گازی فعال، با ظرفیت تولید روزانه ۵۰۰ میلیون فوت مکعب گاز طبیعی در مالزی وجود داشت.

### دهه ۱۹۹۰
توسعه فعالیت‌های شرکت پتروناس با ساخت دو پالایشگاه با مجموع ظرفیت پالایش روزانه ۲۴۰ هزار بشکه نفت خام و افزایش صادرات میعانات گازی، در آغاز دهه ۱۹۹۰ میلادی، ادامه یافت به‌طوری‌که مالزی تا پایان دهه ۱۹۹۰ به یکی از صادر نندگان عمده مایعات گازی در جهان تبدیل شده بود. این شرکت در فاصله سال‌های ۱۹۹۳ تا ۱۹۹۹ بیش از ۶ هزار محموله ال‌ان‌جی به بازارهای جهانی صادر کرده‌است. شرکت پتروناس از سال ۱۹۹۵ مشارکت با شرکت‌های بین‌المللی نفتی را با هدف احداث خطوط لوله انتقال نفت‌وگاز در کشورهای گوناگون را آغاز نمود و حاصل این سرمایه‌گذاری مدیران پتروناس، امروزه مالکیت شبکه گسترده‌ای بالغ بر ۱۰ هزار کیلومتر خطوط لوله گاز در کشورهای آرژانتین، استرالیا، تایلند و اندونزی می‌باشد. این شرکت یکی از مروجین به‌کارگیری سوخت گاز است، که برای حفاظت از محیط‌زیست به‌شمار می‌رود و پتروناس مالک تنها شبکه عرضه سوخت گاز طبیعی برای وسایل نقلیه در مالزی به‌شمار می‌آید.
پروژه احداث برج‌های دوقلوی پتروناس از ۱ مارس ۱۹۹۳ آغاز شد. طراحی برج‌های دوقلوی پتروناس توسط سزار پلی انجام گردید. عملیات ساخت برج‌ها در ۱ آوریل ۱۹۹۴ به وسیلهٔ دو کنسرسیوم مجزا تحت مدیریت پتروناس به‌طور رسمی آغاز شد، که برج ۱ توسط کنسرسیوم ژاپنی به رهبری میتسوبیشی کورپوریشن و برج ۲ توسط کنسرسیوم کره‌ای، به رهبری سامسونگ سی‌اندتی انجام گردید. فاز نخست این پروژه، در مارس ۱۹۹۶ تکمیل شد. بخش اداری برج‌ها، نخستین بخش از این سازه بود، که به بهره‌برداری رسید. در مجموع پروژه احداث برج‌های دوقلوی پتروناس، از آغاز تا پایان، ۳ سال به‌درازا کشید. در ۱۹۹۶ دفتر مرکزی پتروناس به برج شماره یک منتقل شد. از سال ۱۹۹۵ پروژه ساخت‌وساز دیگری نیز با سرمایه‌گذاری و مدیریت شرکت نفتی پتروناس آغاز گردید، که هدف آن راه‌اندازی دانشگاهی تخصصی در چندین حوزه فنی بود. دانشگاه فناوری پتروناس، در سال ۱۹۹۷ تأسیس شد.

### دهه ۲۰۰۰
در طول سال‌های دهه ۲۰۰۰ میلادی شرکت پتروناس با فعالیت در پروژه‌های داخلی نفت‌وگاز مالزی موفق به کسب تجاربی ارزنده در عرصه نفت‌وگاز شد، به‌طوری‌که پیشرفت‌های فنی و عملیاتی این شرکت سبب شده بسیاری از شرکت‌های نفتی بین‌المللی و کشورهای نفت‌خیز همکاری با این شرکت را خواستار شوند. مدیران شرکت پتروناس در سال ۲۰۰۵ استراتژی تصاحب و ادغام را با هدف توسعه حوزه فعالیت‌های این شرکت بکار گرفتند و اقدام به خریداری شمار بسیاری از شرکت‌های فعال در صنایع گوناگون نمودند، که تا پایان دهه ۲۰۰۰ میلادی، این استراتژی عملاً پتروناس را به یک شرکت خوشه‌ای، یا فعال در صنایع گوناگون، تبدیل کرد.
در این دهه شرکت پتروناس اقدام به توسعه بخش پایین‌دستی خود در حوزه پخش و خرده‌فروشی نمود، که در ماه ژوئیه سال ۲۰۰۷ شمار پمپ بنزین‌های خود را به ۸۰۰ جایگاه در مالزی افزایش داد و مدیریت یکپارچه جایگاه‌های سوخت خود را به‌طور کامل به شرکت پتروناس داگانگان واگذار نمود. در سال ۲۰۰۸ شمار پمپ‌بنزین‌های این شرکت، بیش از ۸۷۰ جایگاه اعلام شد.

### دهه ۲۰۱۰
امروزه پتروناس دارای ۲۰ کارخانه پتروشیمی و شبکه یکپارچه پخش شامل خطوط راه‌آهن و بنادر کشتیرانی و لجستیک ویژه در مالزی می‌باشد، که توسط دو شرکت تابعه کریت آی‌پی‌سی و گیبینگ آی‌پی‌سی مدیریت می‌شوند. بخش پالایش نفت پتروناس یکی از بخش‌های سودآور این شرکت به‌شمار می‌آید، که در زمینه پالایش، بازاریابی، تجارت و خرده‌فروشی فراورده‌های نفتی فعال می‌باشد. شرکت پتروناس هم‌اکنون (۲۰۱۴) دارای ۴ پالایشگاه نفت با ظرفیت تولیدی بالغ بر ۴۴۸،۰۰۰ بشکه در روز می‌باشد.
شرکت پتروناس بخش عمده موفقیت‌های خود در صنعت نفت‌وگاز جهان را مرهون توانایی در برقراری تعادل میان یک نهاد دولتی و از سوی دیگر یک سازمان تجاری تمام عیار می‌داند. پتروناس به‌عنوان یک نهاد دولتی مسئولیت نظارت مؤثر بر منابع نفت‌وگاز مالزی و همچنین افزایش ارزش دارایی‌های ملی و توسعه پایدار صنعت نفت این کشور را برعهده دارد و از سوی دیگر به‌عنوان یک شرکت تجاری باید با فعالان عرصه صنعت نفت در بازارهای جهانی رقابت کند و سود قابل قبولی را به سرمایه‌گذاران بازگرداند.

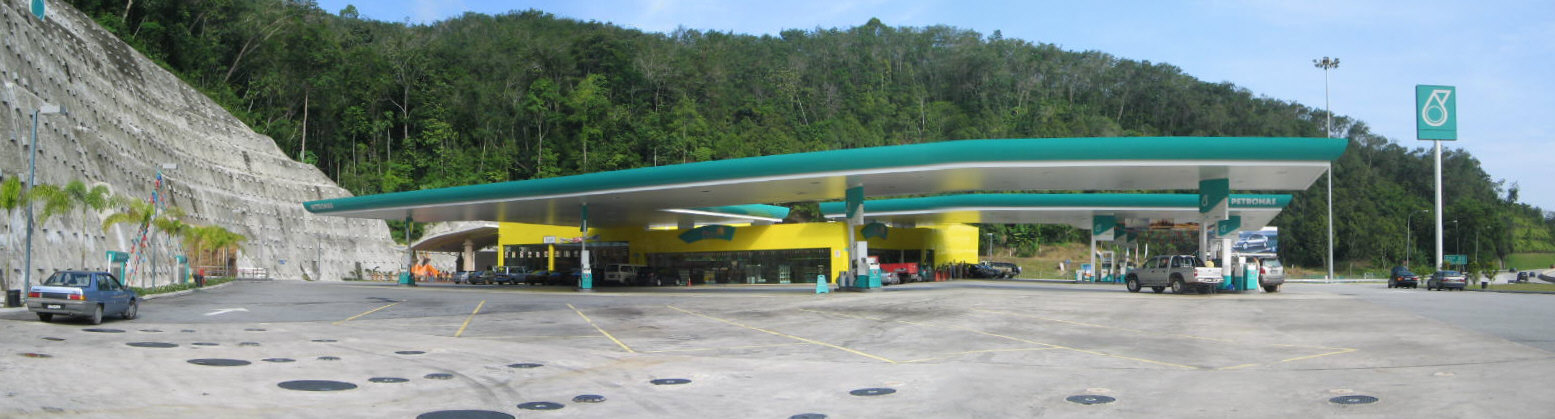
جایگاه پمپ بنزین پتروناس، در ۴۵ کیلومتری کوالالامپور

## عملیات
گروه شرکت‌های پتروناس دامنه گسترده‌ای از فعالیت‌های نفتی از جمله اکتشاف و استخراج نفت‌وگاز در بخش بالادستی تا فعالیت‌های پایین‌دستی مانند پالایش، بازاریابی و پخش فراورده‌های نفتی، معامله، فرآوری و مایع‌سازی گاز طبیعی، احداث، تعمیرات و نگهداری شبکه انتقال گاز، بازاریابی میعانات گازی، (ال‌ان‌جی) تولید فرآورده‌های پتروشیمی و بازاریابی، انتقال، ساخت و مهندسی پروژه‌های نفت‌وگاز، همچنین سرمایه‌گذاری در املاک و مستغلات را شامل می‌شود.
با وجود این که کمتر از ۴۰ سال از تأسیس شرکت پتروناس نمی‌گذرد، اما این شرکت در طول مدتی محدود توانسته به یکی از پیشتازان عرصه نفت‌وگاز جهان تبدیل شود. این شرکت نیمه نخست سال‌های فعالیت خود را به آموزش مفاهیم صنعت نفت‌وگاز جهان اختصاص داد و فعالیت عمده خود را بیشتر روی صنایع بالادستی و تا حدودی پایین دستی متمرکز ساخت. پتروناس ۱۵ سال دوم را به فعالیت‌های داخلی خود در صنایع پایین‌دستی از جمله خرده‌فروشی و تولید فرآورده‌های پتروشیمی اختصاص داد و به تدریج فعالیت‌های بین‌المللی این شرکت در ۳۵ کشور جهان توسعه یافت و چندی بعد نیز در عرصه ترابری و ارسال محموله‌های نفت‌وگاز فعال شد؛ توسعه فعالیت‌های این شرکت تا جایی پیش رفت که این شرکت به تأمین اعتبار چندین پروژه بسیار بزرگ در مالزی کمک کرد.
شرکت پتروناس پس از تأسیس در سال ۱۹۷۴ فعالیت‌های خود در زمینه توسعه پروژه‌های نفت‌وگاز مالزی را با تمرکز بر صنایع بالادستی آغاز کرد و در کنار آن نیم‌نگاهی به پروژه‌های پایین‌دستی نیز داشت و همه این فعالیت‌ها از طریق شرکت‌های زیرمجموعه و سرمایه‌گذاری‌های مشترک با دیگر شرکت‌های نفتی بین‌المللی انجام می‌شد. پتروناس سرانجام در سال ۱۹۷۸ میلادی شرکتی به نام کاریگالی را با هدف اکتشاف نفت‌وگاز تأسیس کرد، که ۱۰۰ درصد سهامش متعلق به این شرکت بود. در پی تأسیس این شرکت جدید، پتروناس به سرعت سهام شرکت آمریکایی کونوکو فیلیپس در سواحل شرقی شبه جزیره مالزی را خریداری کرد و بخش عمده فعالیت‌های اکتشاف نفت‌وگاز در مالزی را به دست گرفت. در سال ۱۹۸۳ این شرکت نخستین پالایشگاه خود در منطقه کریت واقع در سواحل شرقی مالزی را احداث کرد. پتروناس در سال ۱۹۸۱ شرکت پتروناس داگانگان را با هدف خرده‌فروشی بنزین از طریق جایگاه‌های عرضه سوخت خود تأسیس کرد و شمار جایگاه‌های عرضه سوخت این شرکت در سال ۱۹۸۴ به ۴۵ رسید.
این شرکت مالزیایی نخستین محموله ال‌ان‌جی خود را در سال ۱۹۸۳ میلادی به ژاپن صادر کرد. در دهه ۱۹۸۰ میلادی فروش نفت، گاز و فراورده‌های نفتی بخش عمده درآمدهای ارزی مالزی را شامل می‌شد، به‌طوری‌که در سال ۱۹۸۳ این کشور ۲۸٪ درصد از مجموع درآمدهای خود را از محل فروش نفت، گاز و فراورده‌های نفتی تأمین می‌کرد. در دهه نخست فعالیت‌های شرکت پتروناس، تولید نفت‌وگاز در مالزی به‌طور چشمگیری با افزایش همراه شد، به‌طوری‌که در سال ۱۹۸۴ برداشت این شرکت از ۲۳ میدان نفتی، روزانه به ۴۴۰هزار بشکه رسید، در حالی که این رقم در سال ۱۹۶۸ تنها چهار هزار بشکه و در سال ۱۹۷۳، ۹۰ هزار بشکه در روز بود و در همین مدت، دو میدان گازی، با تولید روزانه ۵۰۰ میلیون فوت مکعب در مالزی وجود داشت. توسعه فعالیت‌های شرکت پتروناس با ساخت دو پالایشگاه با مجموع ظرفیت پالایش روزانه ۲۴۰هزار بشکه نفت خام و افزایش صادرات ال‌ان‌جی ادامه یافت به‌طوری‌که مالزی هم‌اکنون به یکی از صادرکنندگان عمده ال‌ان‌جی در جهان تبدیل شده‌است.
در طول این سال‌ها پتروناس با فعالیت در پروژه‌های داخلی نفت‌وگاز مالزی موفق به کسب تجاربی ارزنده در عرصه نفت‌وگاز شده‌است، به‌طوری‌که پیشرفت‌های فنی و عملیاتی این شرکت سبب شده بسیاری از شرکت‌های نفتی بین‌المللی و کشورهای نفت خیز همکاری با این شرکت را خواستار شوند. شرکت پتروناس بخش عمده موفقیت‌های خود در صنعت نفت‌وگاز جهان را مرهون توانایی در برقراری تعادل میان یک نهاد دولتی و از سوی دیگر یک سازمان تجاری تمام عیار می‌داند. پتروناس به‌عنوان یک نهاد دولتی مسئولیت نظارت مؤثر بر منابع نفت‌وگاز مالزی و همچنین افزایش ارزش دارایی‌های ملی و توسعه پایدار صنعت نفت این کشور را بر عهده دارد و از سوی دیگر به‌عنوان یک شرکت تجاری باید با فعالان عرصه صنعت نفت در بازارهای جهانی رقابت کند و سود قابل‌قبولی را به سرمایه‌گذاران بازگرداند.

## بخش بالادستی

### اکتشاف و استخراج
پتروناس به‌عنوان متولی منابع نفت‌وگاز مالزی سال‌های نخست فعالیت خود را به مدیریت شرکت‌های پیمانکار قراردادهای مشارکت در تولید که پروژه‌های اکتشافی در آسیای شرقی را برعهده داشتند، اختصاص داد، اما این شرکت پس از مدتی به نیاز خود برای نقش آفرینی بیشتر در منابع هیدروکربنی پی برد. امروزه این شرکت مالزیایی از طریق شرکت زیرمجموعه اکتشاف و برداشت پتروناس کاریگالی، به موفقیت‌ها و رکوردهای چشمگیری در توسعه میدان‌های نفت‌وگاز دست یافته‌است.
شرکت پتروناس کاریگالی با کار در کنار شرکت‌های نفتی چندملیتی از طریق قراردادهای مشارکت در تولید به اکتشاف، توسعه و تولید میدان‌های نفت‌وگاز در مالزی مشغول بوده‌است، همچنین این شرکت فعالیت‌های اکتشافی خود در خارج از کشور را با اکتشاف در مناطق جدید توسعه داده است.
واحد مدیریت نفت‌وگاز شرکت پتروناس، نظارت بر بخش‌های گوناگون صنعت نفت‌وگاز مالزی را بر عهده دارد، همچنین بهره‌برداری بهینه از ذخایر هیدروکربنی و توسعه منابع به منظور جذب سرمایه‌ها و حفاظت از منافع ملی از وظایف این واحد به‌شمار می‌رود. توسعه اکتشاف و برداشت در پروژه‌های فراساحلی آب‌های عمیق و گسترش فعالیت‌های شرکت پتروناس در بخش‌های فلات قاره مالزی از چشم‌اندازهای شرکت پتروناس به‌شمار می‌آید، همچنین این شرکت برای رقابت با فعالان عرصه جهانی اکتشاف و تولید برای به حداکثر رساندن فرصت‌ها و افزایش قابلیت‌های خود به توسعه فناوری‌های جدید ادامه می‌دهد.
پتروناس هر ساله با جذب متخصصان صنایع نفت‌وگاز از سراسر جهان، فعالیت‌های بخش بالادستی خود را افزایش داده، که به تجهیز تیم‌های عملیاتی این شرکت انجامیده است. این شرکت از طریق قراردادهای مشارکت در سود، سرمایه‌گذاری در پروژه‌های اکتشافی، توسعه میدان‌های نفت‌وگاز و تولید را افزایش می‌دهد. این شرکت برای بهینه‌سازی پروژه‌های اکتشاف و برداشت و مدیریت فعالیت‌ها در این حوزه، همواره فعال بوده‌است.
شرکت پتروناس در پروژه‌های اکتشاف و برداشت بیش از ۲۲ کشور جهان در آسیای جنوب شرقی، خاورمیانه، آسیای میانه، آمریکای لاتین و آفریقا فعالیت می‌کند، که حدود یک چهارم مجموع ذخایر نفت‌وگاز این شرکت را شامل می‌شوند.

### نفت خام
شرکت پتروناس با انجام عملیاتی از جمله پالایش، بازاریابی، تجارت و خرده‌فروشی نفت خام به دست آمده پس از طی مراحل اکتشاف و برداشت، ارزش می‌بخشد. نفت خام پس از بازاریابی در بازارهای جهانی، به فروش می‌رسد و همچنین بخشی از نفت خام برای تولید فراورده‌های نفتی، به منظور مصرف در داخل مالزی و بازارهای صادرات، روانه پالایشگاه‌های این شرکت می‌شود.
شرکت پتروناس اداره چهار پالایشگاه نفت با مجموع ظرفیت تولید روزانه ۴۴۸ هزار بشکه نفت خام در مالزی را بر عهده دارد و سهام این پالایشگاه‌ها متعلق به این شرکت مالزیایی است. فراورده‌های نفتی تولید شده در این سه پالایشگاه از طریق شبکه‌های جایگاه‌های عرضه سوخت این شرکت در کشورهای گوناگون، از جمله اندونزی، آفریقای جنوبی، سودان و تایلند بازاریابی و فروخته می‌شود. شرکت پتروناس علاوه بر اداره سه پالایشگاه در مالزی، مالکیت پالایشگاه دوربان در آفریقای جنوبی را نیز در اختیار دارد.

### گاز طبیعی متان
گاز طبیعی به‌عنوان یکی از منابع انرژی پاک و بهینه برای رشد صنایع، حوزه‌ای است که شرکت پتروناس بخش عمده‌ای از فعالیت خود را روی آن متمرکز کرده‌است. این شرکت ظرف سال‌های گذشته قابلیت‌های خود در پروژه‌های گازی را توسعه داده است و هم‌اکنون به یکی از شریکان قابل اعتماد برای شرکت‌های بین‌المللی فعال در این عرصه و همچنین عرضه‌کننده مطمئن گاز به بازارهای اروپا و جهان به‌شمار می‌آید.
فعالیت‌های گازی شرکت پتروناس شامل مراحل اکتشاف، تولید گاز طبیعی، ارسال گاز به واحدهای فرآوری، انتقال گاز از طریق خطوط لوله، صدور ال‌ان‌جی، انجام عملیات دریافت ال‌ان‌جی از کشتی‌های حمل این ماده و نگهداری در تانکرهای ذخیره‌سازی با دمای پایین و تبدیل دوباره به گاز طبیعی و عرضه گاز برای تأمین خوراک نیروگاه‌های انتقال برق و شبکه‌های آب‌رسانی است.
سایت تولید ال‌ان‌جی پتروناس در شهر بینتولا منطقه ساراواک، مالزی با ظرفیت تولید سالانه ۲۳ میلیون تن ال‌ان‌جی، یکی از بزرگترین کارخانه‌های تولید این محصول در جهان به‌شمار می‌رود. همچنین این شرکت در پروژه‌های تولید ال‌ان‌جی کشورهایی چون مصر و استرالیا، همچنین در پایانه‌های ال‌ان‌جی مستقر در کشورهای ولز و انگلستان نیز دارای سهام می‌باشد.
شرکت پتروناس سهم عمده‌ای از ظرفیت تولید ال‌ان‌جی جهان را بر عهده دارد و از سال ۱۹۹۳ بیش از ۶ هزار محموله ال‌ان‌جی به بازارهای جهانی صادر کرده‌است. شرکت پتروناس در بیش از ۱۰ هزار کیلومتر از خطوط لوله گازی جهان از جمله آرژانتین، استرالیا، تایلند و اندونزی سهام دارد، این شرکت یکی از مروجین استفاده از سوخت گاز برای حفاظت از محیط زیست به‌شمار می‌رود و اداره تنها شبکه عرضه سوخت گاز طبیعی برای وسایل نقلیه در مالزی را برعهده دارد.
شرکت پتروناس با دریافت سهام شرکت انگلیسی استار انرژی، پا به عرصه ذخیره‌سازی گاز طبیعی گذاشت. این شرکت در نظر دارد نخستین نسل جدید تأسیسات ذخیره‌سازی گاز طبیعی در هامبلای گراو راه‌اندازی کند، که این تأسیسات پاسخ‌گوی نیازهای ذخیره‌سازی گاز بریتانیا، در آینده خواهد بود. شرکت پتروناس علاوه بر خرید سهام انرژی استار در انگلیس، بخشی از سهام تأسیسات ذخیره‌سازی در کشورهای دانمارک، ایتالیا و هلند را نیز خریداری کرده‌است و از این طریق می‌تواند در صدور ال‌ان‌جی به بازارهای اروپایی نقش عمده‌ای ایفا کند.
شرکت پتروناس همچنین قابلیت طراحی، ساخت، راه‌اندازی و نگهداری واحدهای فرآوری گاز طبیعی و انتقال آن از طریق خطوط لوله، مطابق با استانداردهای جهانی را دارد. این شرکت هم‌اکنون برای تأمین امنیت انرژی کشورهای حوزه آسه‌آن در حال توسعه پروژه خط لوله گازی ترانس-آسه‌آن است.

### کشتیرانی و لجستیک
فعالیت‌های لجستیکی و کشتیرانی شرکت پتروناس از طریق شرکت کشتیرانی میسک برحد، صورت می‌گیرد. شرکت میسک بزرگترین شرکت ترابری دریایی بین‌المللی در مالزی و از لحاظ سرمایه در بازارهای جهانی هم‌اکنون سومین شرکت بزرگ کشتیرانی جهان به‌شمار می‌آید. مالکیت کشتی‌ها، مدیریت و اپراتوری کشتی‌ها، انجام فعالیت مرتبط با کشتیرانی، مالکیت و اداره تأسیسات فراساحلی شناور روی آب، انجام تعمیرات دریایی، مهندسی و ساخت سازه‌های دریایی، از فعالیت‌های شرکت پتروناس در بخش لجستیک و ترابری دریایی به‌شمار می‌رود. شرکت میسک برحد علاوه بر فعالیت‌های دریایی و کشتیرانی وظیفه انتقال نفت، گاز، ال‌ان‌جی و فراورده‌های نفتی شرکت پتروناس را بر عهده دارد.

## بخش پایین‌دستی

### پتروشیمی
بخش پایین‌دستی پتروناس، برای نخستین بار در سال ۱۹۷۶ راه‌اندازی شد. نخستین پروژه بخش پایین‌دستی پتروناس، ساخت یک کارخانه تولید اوره بود. این کارخانه، توسط یکی از شرکت‌های تابعه پتروناس، بنام شرکت آسه‌آن، مدیریت می‌شود. دفتر مرکزی شرکت آسه‌آن، در ساراواک مستقر است. آسه‌آن درحال‌حاضر، صادرکننده آمونیاک و اوره به تمامی نقاط جهان می‌باشد.
امروزه پتروناس دارای ۲۰ کارخانه پتروشیمی و شبکه یکپارچه پخش شامل خطوط راه‌آهن و بنادر کشتیرانی و لجستیک مخصوص در مالزی می‌باشد، که توسط دو شرکت تابعه کریت آی‌پی‌سی و گیبینگ آی‌پی‌سی مدیریت می‌شوند. سرمایه‌گذاری شرکت پتروناس در صنایع پتروشیمی به ارزش منابع گازی مالزی کمک می‌کند. این شرکت برای دستیابی به دانش فنی و تخصص پتروشیمی هم‌اکنون از تجارب چندین شرکت چندملیتی بهره می‌گیرد و با آن‌ها همکاری دارد. شرکت پتروناس با استفاده از مواد خام کافی از طریق خط لوله پی.جی.یو و ایجاد دو مجتمع پتروشیمی در حال تبدیل شدن به یکی از مراکز جهانی عرضه فرآورده‌های پتروشیمی در منطقه است.

### پالایش نفت
بخش پالایش نفت پتروناس یکی از بخش‌های سودآور این شرکت به‌شمار می‌آید، که در زمینه پالایش، بازاریابی، تجارت و خرده‌فروشی فراورده‌های نفتی فعال می‌باشد. شرکت پتروناس هم‌اکنون (۲۰۱۴) دارای ۴ پالایشگاه نفت با ظرفیت پالایش بالغ بر ۴۴۸٫۰۰۰ بشکه در روز می‌باشد.

### جایگاه‌های پمپ بنزین
در ماه ژوئیه سال ۲۰۰۷ شرکت پتروناس مالک ۸۰۰ جایگاه پمپ بنزین در مالزی بود، که توسط شرکت پتروناس داگانگان مدیریت می‌شود. در سال ۲۰۰۸ شمار پمپ بنزین‌های این شرکت، بیش از ۸۷۰ ایستگاه اعلام شد. حوزه دیگر فعالیت پتروناس، احداث، راه‌اندازی و مدیریت جایگاه‌های سوخت و پمپ بنزین‌های این شرکت است. پتروناس مالک شبکه گسترده‌ای از جایگاه‌های پمپ بنزین است، که با برند پتروناس در کشورهای اندونزی، مالزی، آفریقای جنوبی، تایلند و سودان گسترده می‌باشد.

## نیروی انسانی
کارکنان پتروناس نبض فعالیت و عملیات شرکت پتروناس هستند. پتروناس در صدد است تا تضمین کند که همراهی و کار کردن آن‌ها با پتروناس، هم برای خودشان و هم برای خانواده‌شان سودمند است. گذشته از منافع عادی و معمولی کارکنان که در شرکت برای آن‌ها فراهم است، افرادی که به پتروناس ملحق می‌شوند از مزایای زیر بهره‌مند می‌شوند:
- امکان بهبود و ارتقای مهارت و دانش از طریق برنامه‌های آموزشی و رشد و توسعه که در شرکت مقرر شده‌است.
- چشم‌اندازی از پشرفت شغلی بلندمدت در شرکت با طرح‌های شغلی و جانشینی تعریف شده.
- حمایت و حفاظت از ایمنی و بهداشت از طریق فرایندها و رویه‌های دقیق که برای تضمین محیط ایمن و بهداشتی در محل کار تعبیه شده‌است.

در پتروناس همیشه کارکنان برای رسیدن به بالاترین حد از نیرو و توانایی بالقوه‌شان تشویق می‌شوند، موفقیت هر یک از کارکنان جشن گرفته می‌شود. مزایا و خدمات رفاهی شرکت پتروناس برای کارکنان شامل بسته‌های استاندارد مزایا است که در آن تمامی نیازهای افراد شناسایی‌شده و در جهت رفع آن‌ها به بهترین شیوه عمل کند. مزایای رفاهی بیمه و بسته‌های کامل سلامتی کارکنان، تهیه مسکن و ترابری، بسته‌های کمک آموزشی و تفریحات را شامل می‌شود. برخی از این موارد عبارتند از:
- بیمه عمر
- تأمین مسکن مناسب مجردی یا خانوادگی در منازل سازمانی شرکت
- وعده‌های غذایی کامل برای کارکنان و خانواده
- دسترسی به بهترین امکانات تفریحی و اجتماعی در بریتانیا
- مراقبت‌های پزشکی رایگان در بریتانیا برای کارکنان و خانواده آن‌ها، طی دوره قرارداد
- امنیت کامل در محل کار
- ترابری محلی کارکنان و خانواده‌های آن‌ها
- مزایای کمک آموزشی مناسب
- دسترسی تمام وقت کارکنان به خدماتی چون اینترنت
- فضای اداری کافی و اختصاصی اتاق اداره در یک محیط دوستانه و راحت برای هر یک از کارکنان.

## حمایت‌های مالی

### بی‌ام‌دبلیو زاوبر

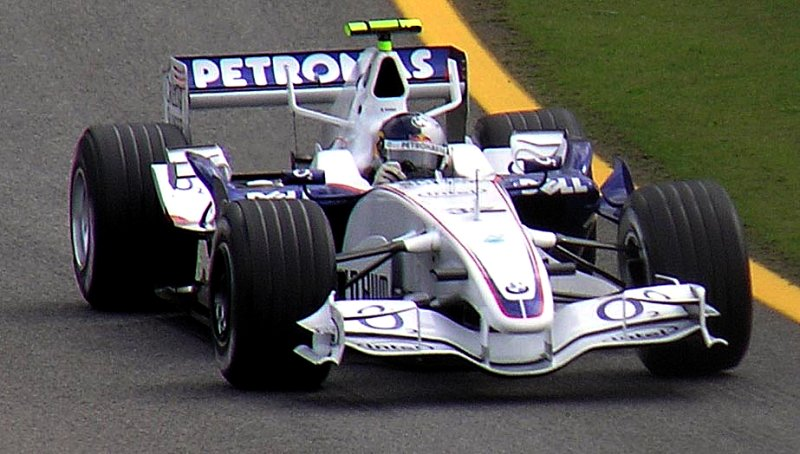
سباستین فتل با خودرو بی‌ام‌دبلیو زاوبر، در جایزه‌بزرگ برزیل ۲۰۰۶

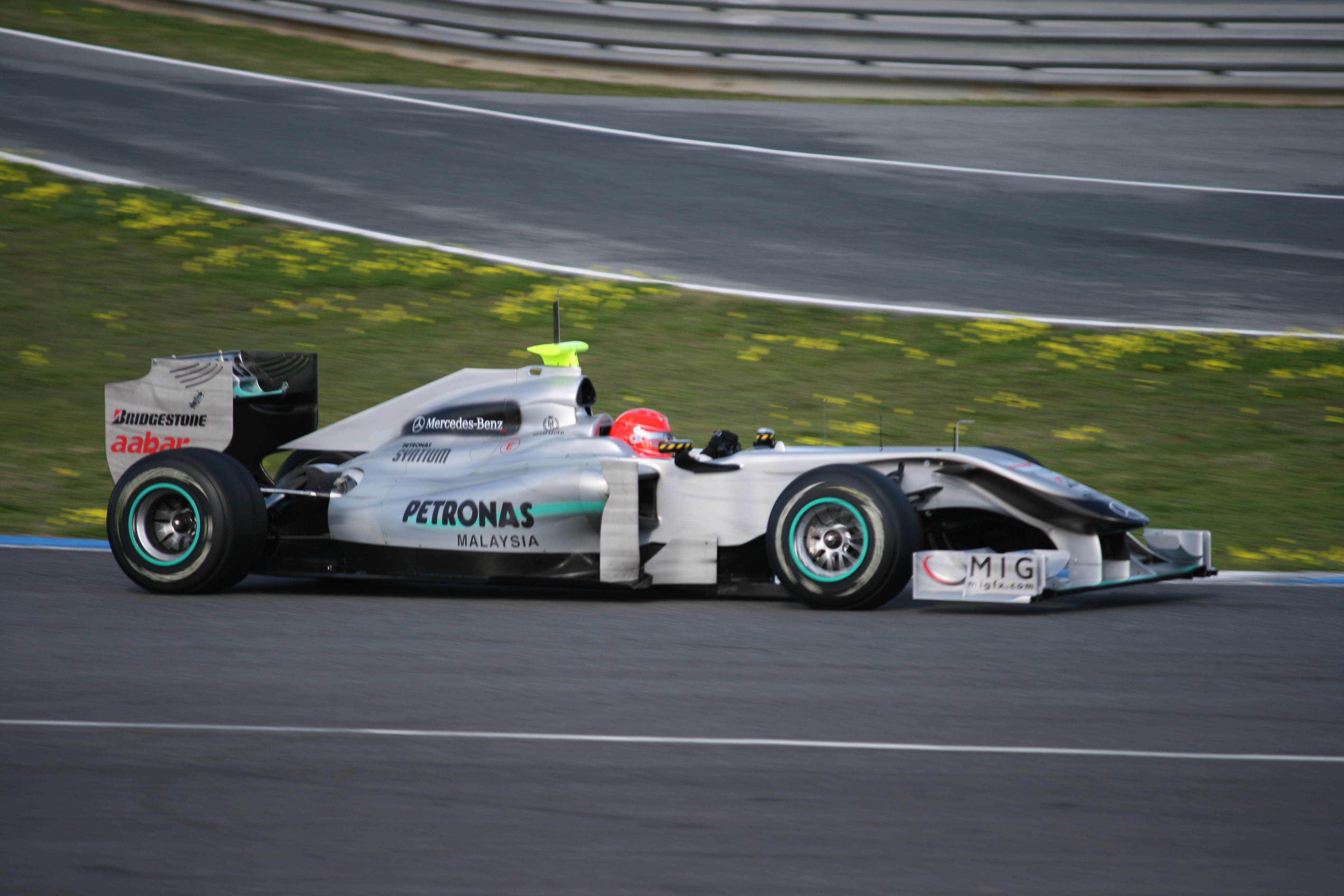
میشائل شوماخر، راننده تیم مرسدس، با تبلیغات پتروناس

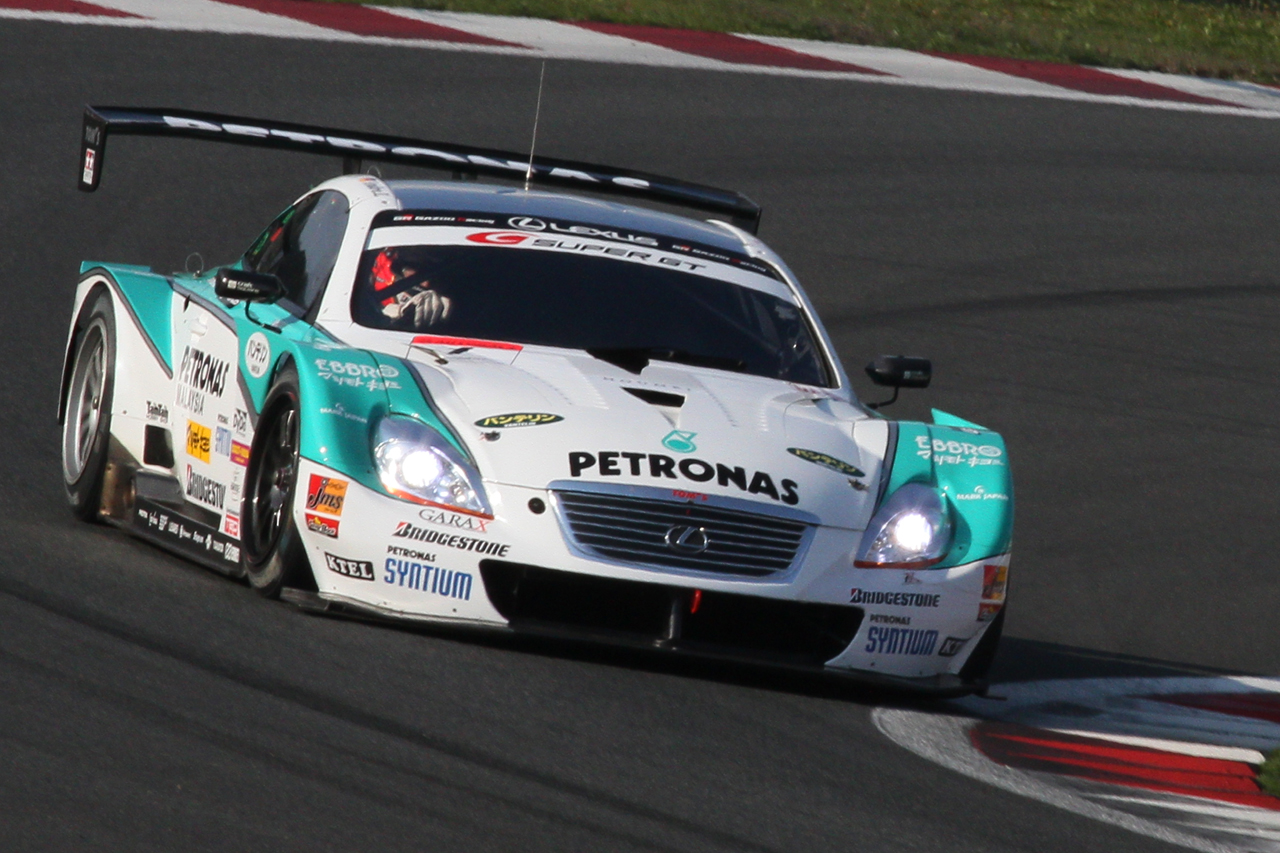
آندره لوترر در مسابقات سوپر جی‌تی ۲۰۱۰

پتروناس یکی از حامیان اصلی تیم فرمول یک بی‌ام‌دبلیو زاوبر بوده و وظیفه تأمین روغن موتور و سوخت خودروهای این تیم را، به‌عهده دارد. این شرکت، همچنین مالک ۴۰٪ از سهام "شرکت مهندسی زاوبر پتروناس" می‌باشد. این شرکت، سازنده شاسی خودروهای شرکت فراری بوده و نیز موتورهای استفاده شده توسط تیم زاوبر را طراحی می‌نمود، تا زمانی‌که شرکت آلمانی بی‌ام‌دبلیو، سهام آن را خریداری کرد.

### مرسدس بنز
پتروناس حامی اصلی مسابقات جایزه بزرگ مالزی و جایزه بزرگ چین است. شرکت پتروناس همچنین، شریک حق‌بیمه تیم‌های زاوبر پتروناس (۱۹۹۵-۲۰۰۵) و "بی‌ام‌دبلیو زاوبر اف۱"، (۲۰۰۶-۲۰۰۹) بود. شرکت پتروناس، تا پیش از سال ۲۰۰۹ که بی‌ام‌دبلیو، کلیه سهام "بی‌ام‌دبلیو زاوبر" را خریداری نمود، اسپانسر این تیم بود و از ۲۱ دسامبر ۲۰۰۹ به بعد، به‌عنوان اسپانسر تیم مرسدس، در مسابقات اتومبیلرانی فرمول یک، شرکت می‌نماید.

### پتروناس تویوتا
پتروناس از سال ۲۰۰۸ اسپانسر اصلی تیم پتروناس تویوتا می‌باشد. این تیم اتومبیلرانی، که بنام تامز، شناخته می‌شود، در مسابقات اتومبیلرانی سوپر جی‌تی شرکت می‌کند و برنده مسابقات تیمی سال ۲۰۰۸ و دارنده عنوان بهترین راننده در سال ۲۰۰۹ می‌باشد. پتروناس تویوتا همان‌طور که از نامش پیداست، حاصل سرمایه‌گذاری شرکت نفتی پتروناس و شرکت خودروسازی تویوتا است.

## آمار و رتبه‌ها
شرکت پتروناس، در رتبه‌بندی فرچون ۵۰۰، در فهرست بزرگترین شرکت‌های جهان، در سال ۲۰۰۵، در رتبه ۹۵ قرار گرفت. سال ۲۰۰۸ در مکان ۸۰ این فهرست بود، سپس در سال ۲۰۰۹ در فهرست سودآورترین شرکت‌های جهان، در رتبه سیزدهم قرار گرفت.
در همان سال، پتروناس به‌عنوان سودآورترین شرکت آسیا معرفی شد. این شرکت، ۴۵٪ درصد از بودجه کل کشور مالزی را تأمین می‌کند. شرکت پتروناس، تا پیش از ادغام نمودن شرکت‌های گوناگون در آن، تنها در زمینه تجارت نفت‌وگاز، در ۳۵ کشور فعالیت می‌کرد. سپس در سال ۲۰۰۵ با خرید شمار بسیاری از شرکت‌ها، که در صنایع گوناگون فعالیت می‌کردند، عملاً به یک شرکت خوشه‌ای، یا فعال در صنایع گوناگون، تبدیل گردید.

## شرکت‌های تابعه
پتروناس دارای بیش از ۱۰۰ شرکت تابعه و حدود ۴۰ شرکت سرمایه‌گذاری مشترک است، که در هرکدام از آن‌ها، دارای حداقل ۵۰٪ درصد سهام می‌باشد. تاکنون سهام ۴ شرکت از زیرمجموعه‌های پتروناس، در بازار بورس مالزی، عرضه شده‌است.

### پتروناس داگانگان
پتروناس داگانگان، یکی از شرکت‌های تابعه پتروناس است، که در ماه ژوئیه سال ۲۰۰۷ دارای ۸۰۰ جایگاه پمپ بنزین در مالزی بوده. در سال ۲۰۰۸ شمار پمپ بنزین‌های این شرکت، بیش از ۸۷۰ ایستگاه اعلام شده‌است.
این شرکت همچنین با شرکت‌های مواد غذایی، بانک‌ها و شرکت‌های ترابری، تیمی را برای ارائه خدمات بهتر در جایگاه‌های پمپ بنزین خود، تشکیل داده است. این شرکت‌ها عبارتند از: مک دونالد، کنتاکی فراید چیکن، دانکین دوناتس، مایبانک، سی‌آی‌ام‌بی بانک.

### شرکت گاز پتروناس

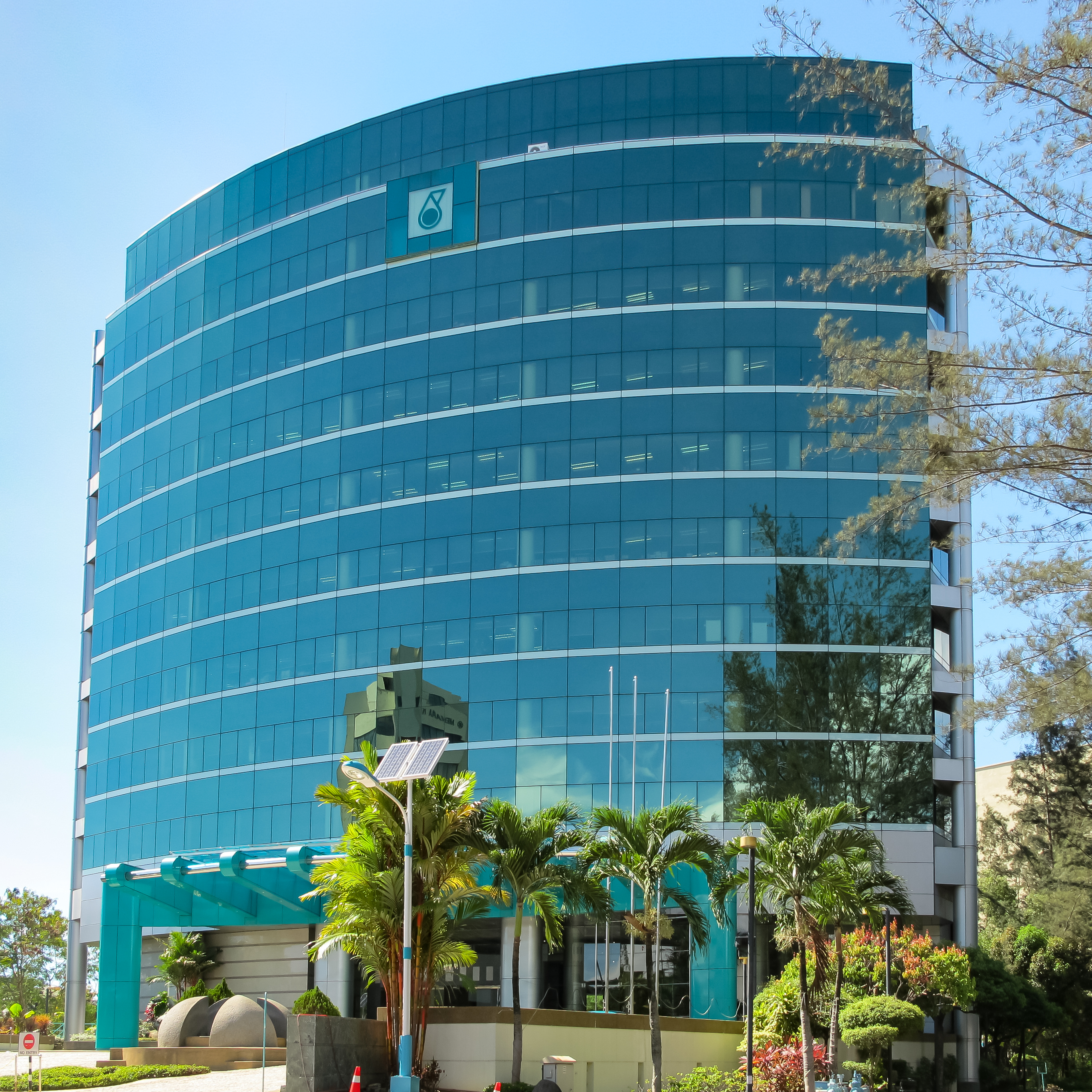
ساختمان اداری پتروناس در کوته

شرکت گاز پتروناس، به‌عنوان یک شرکت عملیاتی در امر ارائه خدمات انتقال و پالایش گاز طبیعی شرکت پتروناس، فعالیت می‌کند. این شرکت، سازنده طولانی‌ترین خط لوله گاز طبیعی مالزی است، که ۲۵۵۰ کیلومتر طول دارد و از کرته در ترنگانو به جوهور بهرو در جنوب و سپس تا کانگار در شمال شبه جزیره مالزی، گسترده شده‌است. سهام شرکت گاز پتروناس در بازار بورس مالزی معامله می‌شود.

### میسک برحد
میسک برحد، شرکت ترابری دریایی است، که در زمینه کشتیرانی، خدمات لجستیکی، مدیریت بنادر و خدمات انبارداری فعالیت می‌نماید. شرکت میسک برحد در سال ۱۹۶۸ تحت نام شرکت کشتیرانی بین‌المللی مالزی برحد توسط دولت مالزی تأسیس شد. این شرکت در سال ۲۰۰۵ فرایند خصوصی‌سازی را آغاز کرد، که درپی آن نام شرکت به میسک برحد تغییر یافت و هم‌اکنون شرکت پتروناس مالک اکثریت سهام آن می‌باشد و بخشی از سهام آن نیز در بازار بورس مالزی معامله می‌شود.
میسک برحد اکنون با در اختیار داشتن ۱۲۵ کشتی نفت‌کش، ۳۰ کشتی کانتینری، ۱۰ شناور FPSO و ۱۶ سکوی شناور و نیمه‌شناور حفاری فراساحلی، به‌عنوان زیرمجموعه‌ای از شرکت پتروناس، فعالیت می‌کند.
این شرکت دارای بزرگترین ناوگان ترابری دریایی و نیز بزرگترین شبکه انتقال ال‌ان‌جی در آسیای جنوب شرقی می‌باشد.

### کی‌ال‌سی‌سی پراپرتی
کی‌ال‌سی‌سی پراپرتی، در زمینه مدیریت پروژه و توسعه شهر کوالالامپور فعالیت می‌کند. این شرکت، تابه‌حال، پروژه‌های فراوانی را انجام داده‌است. از این پروژه‌ها می‌توان، به برج‌های دوقلوی پتروناس، برج منارا اکسون‌موبیل و پارک کی‌ال‌سی‌سی اشاره کرد.

### پتروناس کمیکال
پتروناس کمیکال شرکت صنایع شیمیایی، واپسین شرکت ثبت‌شده، توسط شرکت پتروناس می‌باشد. این شرکت، در تاریخ ۲۶ نوامبر ۲۰۱۰ و با سرمایه‌ای معادل ۴٫۴۰ میلیارد دلار، راه‌اندازی شد. این شرکت همچنین، یکی از بزرگترین شرکت‌های جنوب شرقی آسیا است.
شرکت شیمیایی پتروناس، بزرگترین تولیدکننده و فروشنده فرآورده‌های پتروشیمی در جنوب شرق آسیا است. فرآورده‌های آن، عبارتند از: الفین، پلیمر، کود، متانول و سایر مواد شیمیایی اولیه و فرآورده‌های مشتق‌شده.

### پتروناس کاریگالی
پتروناس تا سال ۱۹۷۸ نقش مستقیمی در تولید نفت، در کشور مالزی نداشت و این کار، عملاً توسط شرکای خارجی آن و تحت نظارت شرکت پتروناس، انجام می‌شد. در سال ۱۹۷۸ دولت مالزی، اقدام به تأسیس یک شرکت تابعه از پتروناس، بنام پتروناس کاریگالی نمود. هدف از تشکیل این شرکت، اکتشاف و تولید نفت خام، بود. نخستین فعالیت تولیدی این شرکت، در بیرون از مالزی انجام شد.

## برج‌های دوقلوی پتروناس

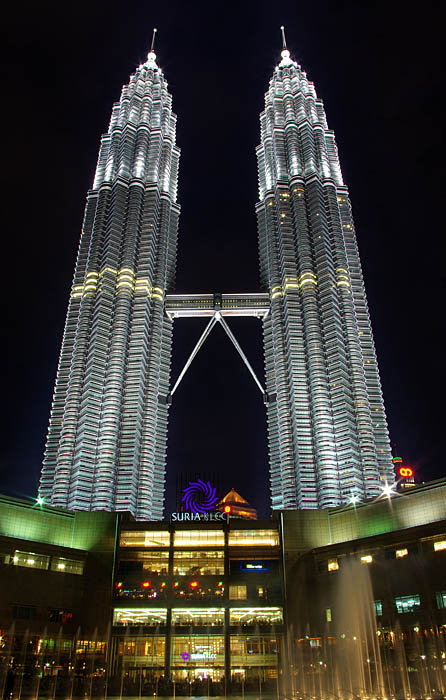
برج‌های دوقلوی پتروناس در شب

برج‌های دوقلوی پتروناس، نهمین آسمان‌خراش جهان هستند، که در شهر کوالالامپور قرار گرفته‌اند. برج‌های دوقلو ۴۵۲ متر ارتفاع دارند. شمار طبقات هر برج ۸۸ طبقه است و جمعاً ۷۸ آسانسور در این دو ساختمان فعال هستند. این دو برج از بخش زیرین، به هم وصل هستند، همچنین پلی طبقات ۴۱ و ۴۲ این دو برج را به هم متصل می‌کند.
پروژه برج‌های پتروناس از ۱ مارس ۱۹۹۳ آغاز شد. طراحی برج‌های دوقلوی پتروناس توسط سزار پلی انجام گردید. کار ساخت برج‌ها در ۱ آوریل ۱۹۹۴ به وسیلهٔ دو کنسرسیوم مجزا به‌طور رسمی آغاز شد، که برج ۱ توسط کنسرسیوم ژاپنی به رهبری میتسوبیشی کورپوریشن و برج ۲ توسط کنسرسیوم کره‌ای، به رهبری سامسونگ سی‌اندتی انجام گردید و فاز نخست آن در مارس ۱۹۹۶ تکمیل شد. بخش اداری برج‌ها، نخستین بخش از این سازه بود، که به بهره‌برداری رسید. در مجموع پروژه ساخت برج‌های پتروناس ۳ سال بطول انجامید.
دولت مالزی ساخت این برج‌ها را به‌عنوان نماد پیشرفت اقتصادی این کشور در دستور کار شرکت پتروناس به‌عنوان مالک و سرمایه‌گذار، قرار داد. امروزه برج‌های دوقلو پتروناس به یکی از نمادهای اصلی کوالالامپور و مالزی تبدیل شده‌است. دفتر مرکزی شرکت پتروناس در برج شماره یک مستقر می‌باشد. هر دو برج پتروناس دارای بخش اداری می‌باشند، که برج یک کاملأ در اشغال شرکت‌های تابعه و زیرمجموعه پتروناس بوده و بخش اداری برج شماره دو، به شرکت‌های دیگر اجاره شده‌است. در برج شماره دو، دفاتر اداری شرکت‌هایی چون: هواوی، آریوا، بلومبرگ ال.پی.، آی‌بی‌ام، بوئینگ، مایکروسافت، اچ‌سی‌ال، خدمات مشاوره تاتا و رویترز قرار دارند.

## دانشگاه فناوری پتروناس
دانشگاه فناوری پتروناس، در سال ۱۹۹۷ تأسیس شد. این دانشگاه نخست مؤسسه فناوری پتروناس نامیده می‌شد و یکی از شعب فرعی شرکت پتروناس به‌شمار می‌رفت. اما در سال ۱۹۹۵ به‌عنوان دانشگاه شناخته شد. موقعیت دانشگاه فناوری پتروناس در مکانی است که اکنون تبدیل به منطقه‌ای صنعتی شده و دارای بخش‌هایی چون پارک فناوری و صنعتی، پارک داروسازی، پارک آموزشی و پارک علوم و پژوهش است. این محل در منطقه‌ای در نزدیکی شهر سری اسکندر قرار دارد.
دانشگاه فناوری پتروناس در زمینه‌های مهندسی، علوم و فناوری فعالیت می‌نماید. اکنون دانشگاه فناوری پتروناس دارای پنج رشته مهندسی در مقطع کارشناسی و ۳ رشته در مقطع کارشناسی ارشد است.